# Subowa Poljana
Subowa Poljana (russisch Зу́бова Поля́на; mokschanisch Зубу, Subu) ist eine Siedlung städtischen Typs in der Republik Mordwinien (Russland) mit 10.338 Einwohnern (Stand 14. Oktober 2010).

## Geographie
Der Ort liegt etwa 150 Kilometer westlich der Republikhauptstadt Saransk, am östlichen Rand eines bewaldeten Höhenzuges, der die Wolgaplatte im Westen begrenzt, unweit der Grenzen der Republik zu den benachbarten Oblasten Pensa und Rjasan. Durch den Ort führt der Fluss Parza, der über die Flüsse Wad und Mokscha zur Oka abfließt.
Subowa Poljana ist Verwaltungszentrum des gleichnamigen Rajons Subowa Poljana. Zur Stadtgemeinde (Gorodskoje posselenije) Subowa Poljana gehören neben der Siedlung noch die vier umliegenden ländlichen Siedlungen Jasnaja Poljana, Krutez, Schkola Traktornych Brigadirow („Schule der Traktoren-Brigadiere“) und Subowo-Poljanski Lessoutschastok („Subowo-Poljansker Forstrevier“). Der Ort liegt im Zentrum des kompakten Siedlungsgebietes der Mokscha-Mordwinen, die die Bevölkerungsmehrheit in Rajon und Siedlung stellen.

## Geschichte
Das seit dem Ende des 17. Jahrhunderts bekannte, erstmals 1679 (nach anderen Angaben 1680) erwähnte Dorf Subowa Poljana entwickelte sich insbesondere ab Ende des 19. Jahrhunderts, nachdem 1894 die Eisenbahnstrecke von Rjasan nach Rusajewka durch den Ort geführt und wenig später von dort in Richtung Sysran und Kasan verlängert wurde.
In der sowjetischen Periode wurde Subowa Poljana im Rahmen einer Verwaltungsreform am 16. Juli 1928 Verwaltungssitz eines Rajons. Am 30. November 1959 erhielt der Ort den Status einer Siedlung städtischen Typs.

### Bevölkerungsentwicklung
| Jahr | Einwohner |
| ---- | --------- |
| 1939 | 3.927     |
| 1959 | 8.593     |
| 1970 | 7.672     |
| 1979 | 9.672     |
| 1989 | 10.715    |
| 2002 | 10.355    |
| 2010 | 10.338    |

Anmerkung: Volkszählungsdaten

## Wirtschaft und Infrastruktur
Auf Grund seiner Lage am Rand eines Waldgebietes ist Subowa Poljana von der Forstwirtschaft und Holzverarbeitung geprägt. Außerdem gibt es eine Fabrik für elektronische Bauteile.
Subowa Poljana liegt an der Eisenbahnstrecke Moskau – Rjasan – Sysran – Samara (Streckenkilometer 451) sowie der Fernstraße M5 von Moskau nach Tscheljabinsk, von der etwa 20 Kilometer südöstlich des Ortes die Regionalstraße R 180 über Krasnoslobodsk in die mordwinische Hauptstadt Saransk abzweigt.